# .um
.um a fost un domeniu de internet de nivel superior, propus pentru Insulele Minore Îndepărtate ale Statelor Unite (ccTLD) care a fost alocat în ianuarie 2007, pentru că a fost nefolosit.